# Kogölen (Malexanders socken, Östergötland)
Kogölen är en sjö i Boxholms kommun i Östergötland och ingår i Motala ströms huvudavrinningsområde. Kogölen ligger mellan Södra Bjursjön och Spångagölen.